# Stéphane Lambert
Œuvres principales
L'Apocalypse heureuse, Nicolas de Staël, le vertige et la foi, Les couleurs de la nuit, Mon corps mis à nu, Mark Rothko : rêver de ne pas être, Avant Godot
Stéphane Lambert, né le 17 octobre 1974 à Bruxelles, est un écrivain belge, diplômé en langues et littératures romanes de l’Université libre de Bruxelles.

## Biographie
Au début des années 2000, il a été éditeur littéraire en Belgique, cofondateur de la collection de littérature contemporaine Le Grand Miroir. En 2004, il a été lecteur pendant une année à l'Université Charles à Prague.
En 2010, il a réalisé un dossier sur l'écrivain et dramaturge norvégien Jon Fosse (qui obtiendra le prix Nobel de littérature en 2023) pour la revue Alternatives théâtrales.
En août 2008, le comédien Sébastien Dutrieux a créé au festival Scènes à Seneffe le spectacle Impacts des balles à blanc à partir de courts textes de Stéphane Lambert.
En mai 2009, l'actrice Micheline Presle, avec laquelle il a publié un livre d'entretien Di(s)gressions aux éditions Stock, a lu son texte L'Adieu au paysage consacré à Claude Monet dans la salle des Nymphéas du Musée de l'Orangerie (lecture reprise au Grand Palais en 2010 dans le cadre de la rétrospective Claude Monet ). En 2012, le livre Dans le désordre de Claude Régy (Actes Sud), coécrit avec Stéphane Lambert, obtient le Prix du meilleur livre sur le théâtre du Syndicat de la critique.
En 2011, il écrit le conte Le mythe de la Tête d'or qui servira de trame à un parcours son et lumière dans le parc de la Tête d'or à Lyon dans le cadre de la Fête des Lumières.
En septembre 2013, la comédienne Édith Scob a lu des extraits de ses livres Mark Rothko : rêver de ne pas être et Mon corps mis à nu au Centre Wallonie-Bruxelles à Paris. Ce dernier texte a également été lu par le comédien Manuel Blanc au Marathon des mots de Toulouse en juin 2014.
En 2014, il a codirigé la Maison internationale des littératures à Bruxelles.
En 2019, il a animé un cycle intitulé "écrire l'art" à la librairie Les Traversées dans le 5e arrondissement de Paris et a donné une conférence sur son rapport à l'art aux Musées Royaux des Beaux-Arts de Belgique à Bruxelles. En 2021, le comédien Olivier Martinaud inaugure une série de lectures de son texte L'Adieu au paysage, consacré à Claude Monet, au Musée des Impressionnismes à Giverny.
En 2022, il écrit une série et un podcast sur Vincent Van Gogh pour Beaux Arts Magazine et le texte du catalogue de l'exposition de Gérard Traquandi au Musée des Beaux-Arts de Caen.
En 2023, il conçoit un accrochage des oeuvres de Marc Chagall sous le titre Le Monde transfiguré pour le 50e anniversaire du Musée national Marc Chagall à Nice. À l'occasion de l'exposition rétrospective de Nicolas de Staël au Musée d'Art Moderne de la ville de Paris (du 15 septembre 2023 au 21 janvier 2024), il coécrit avec le réalisateur François Lévy-Kuentz et son frère Stephan Lévy-Kuentz le documentaire Nicolas de Staël. La peinture à vif pour Arte et publie la monographie Nicolas de Staël, la peinture comme un feu aux éditions Gallimard.

## Thématiques de son œuvre
Le désir, le corps, l’identité, la famille, le deuil, la mort, le chaos du monde contemporain, sont les thèmes principaux qui traversent les textes de Stéphane Lambert, habités par une sensibilité douloureuse. Une mélancolie, parfois empreinte d’ironie, traverse en filigrane ses fictions et ses récits autobiographiques. La rigueur et la précision d’observation, ainsi que le devoir d’authenticité, ont pour objectif, dans son travail d’écriture, de faire entrer en résonance sa propre expérience intérieure avec celle d’autres vécus.

## Écriture et art
L’art occupe une place centrale dans l'univers de Stéphane Lambert. La compréhension du processus de création et la description de l’impact des œuvres d’art forment une matière intime qui permet d’approcher au plus près le sentiment trouble d’être au monde. Ses livres sur la création inaugurent "une nouvelle manière d’approcher une œuvre et son créateur, qui ne relève ni de la biographie stricte, scientifique ou non, ni de la fiction, mais qui participe des deux..." Parallèlement à ses essais et récits, Stéphane Lambert a développé une forme poétique cherchant à intégrer les enjeux de la création artistique dans l'écriture.

## Œuvre

### Roman, récits, nouvelles
- Une histoire d’amour (roman), édition Luc Pire, 2002
- Comme de se dire d’un amour qu’il sera le dernier (nouvelles), édition Labor, 2005. Prix Franz De Wever, 2005. Prix Lucien Malpertuis 1999 pour la nouvelle "Simone et Jean".
- Filiations (récits), édition Labor, 2006
- Mes morts (récit), éditions Le Grand Miroir, 2007 ; réédition Espace Nord, 2015
- L'Homme de marbre (roman), éditions Luc Pire, 2008
- Les Couleurs de la nuit (roman), éditions de la Différence, 2010
- Mon corps mis à nu (récit), Les Impressions nouvelles, 2013
- Paris Nécropole (roman), L'Âge d'homme, 2014
- Charlot aime Monsieur (roman), suivi de Ensemble, Simone et Jean sont entrés dans la rivière et de Mes Morts, Espace Nord, 2015
- Monet, impressions de l'étang, Arléa, 2016
- Fraternelle mélancolie, Arléa, 2018
- L'Apocalypse heureuse, Arléa, 2022.  (ISBN 9782363082855) Prix Victor Rossel 2022.

### Essais
- Bruxelles - Identités plurielles (reportage), Autrement, 2006
- L'Adieu au paysage, Les Nymphéas de Claude Monet, éditions de la Différence, 2008. L'Atelier contemporain, 2023.
- Mark Rothko. Rêver de ne pas être, Les Impressions nouvelles, 2011. Arléa-Poche, 2014
- Nicolas de Staël. Le vertige et la foi, Arléa, 2014. Arléa-Poche, 2015
- Avant Godot, Arléa, 2016. Arléa-Poche, 2023. Prix Roland de Jouvenel de l'Académie Française, 2017
- Visions de Goya. L'éclat dans le désastre, Arléa, 2019. Arléa-Poche, 2022. Prix André Malraux, 2019.
- Être moi, toujours plus fort. Les paysages intérieurs de Léon Spilliaert, Arléa, 2020.  (ISBN 9782363082237)
- Tout est paysage, L'Atelier contemporain, 2021.
- Paul Klee jusqu'au fond de l'avenir, Arléa, 2021  (ISBN 9782363082732)[20]. Arléa-Poche, 2023.
- Gérard Traquandi. Evocation en douze fragments, Musée des Beaux-Arts de Caen, collection Résonance, 2022.
- Vincent Van Gogh, l'éternel sous l'éphémère, Arléa, 2023  (ISBN 9782363083241)
- Nicolas de Staël, la peinture comme un feu (monographie), Gallimard, 2023  (ISBN 9782073024688)
- "Éclats du silence" in Fabienne Verdier, Retables (catalogue), galerie Lelong & co, 2024.
- "La voie plane est bosselée" in Michel Mouffe chez Le Corbusier (catalogue), couvent de la Tourette / Bernard Chauveau éditeur, 2024.
- Un autre lieu (sur Le Pérugin), Musée des Beaux-Arts de Caen, collection Incise, 2025.
- Van Gogh, Gallimard (collection Pop-Art), 2025  (ISBN 9782073110176)

### Poésie
- Le Sexe et la Main, L'Arbre à paroles, 2009
- Le Jardin, le Séisme, hommage à François Muir, La Lettre volée, 2013
- Chapelle du rien, L'Arbre à paroles, 2014
- Art Poems, La Lettre volée, 2018
- Ecriture première, La Lettre volée, 2020
- ni se nommer, La Lettre volée, 2024

### Théâtre
- L'Apocalypse heureuse, création au théâtre des Martyrs (Bruxelles), du 12 au 24 mars 2024, mise en scène de Jean-Baptiste Delcourt, avec Adrien Drumel et, en alternance, Salvador Defendini Siré et Solal Pollien Assoun.

### Préfaces
- "Et Maupassant, comme tout le monde" in Les dimanches d'un bourgeois de Paris de Guy de Maupassant, Ancrage, 2000
- L'École de l'admiration in “Donnez-nous des maîtres qui célèbrent l’Ici-Bas” (Lettres à Emile Verhaeren suivi de Lettre du jeune travailleur) de Rainer Maria Rilke, préface et notes, Arfuyen, 2006
- Regard in La vie est un voyage de Jacques Franck, Luce Wilquin, 2016
- Avant-propos in Nicolas de Staël. Le terreau d'un apatride, sous la direction de Nicole Gesché-Koning, éditions Snoeck, 2025.

### Livres en collaboration
- Micheline Presle, Di(s)gressions, conversations avec Stéphane Lambert, Stock, 2007
- Claude Régy, Dans le désordre, propos provoqués et recueillis par Stéphane Lambert, Actes Sud, 2011 - Prix du meilleur livre sur le théâtre du Syndicat de la critique, 2012

### Créations sonores & radiophoniques
- Le Commun des mortels (documentaire), RTBF/La Première, émission "Par ouï-dire", 2009
- Impressions de l'étang : les Nymphéas de Claude Monet (fiction), France Culture, réalisation d'Étienne Vallès, 2011
- "Être moi, toujours plus fort" : les paysages intérieurs de Léon Spilliaert (fiction), France Culture, réalisation d'Étienne Vallès, 2011
- Nicolas de Staël, portrait de l'artiste sur fond rouge (fiction), France Culture, réalisation d'Étienne Vallès, 2014
- Melville et Hawthorne. Une amitié interdite (fiction), France Culture, réalisation de Michel Sidoroff, 2019
- Teymour, une autre forme d'existence (documentaire), France Culture, émission L'Expérience, réalisation d'Annabelle Brouard, 2019.
- Se tenir au bord du fleuve. Vertige du milieu de vie (documentaire), France Culture, émission L'Expérience, réalisation de Marie-Laure Ciboulet, 2021.
- L'irrésistible attrait de l'art (documentaire), France Culture, émission L'Expérience, réalisation de Marie-Laure Ciboulet, 2022.
- Chagall et moi (documentaire), podcast, Musée National Marc Chagall & Narrative, réalisation de Xavier Gibert, 2022.
- Le dernier Goya (fiction), France Culture, réalisation de Volodia Serre, 2023.
- Van Gogh thérapie (podcast), Beaux Arts Magazine, réalisation de Théo Boulenger, 2023.
- Ecrivains motorisés (documentaire), en collaboration avec Laurence Nobécourt, France Culture, émission L'Expérience, réalisation de Marie-Laure Ciboulet, 2023.

### Livre audio
- L'Apocalypse heureuse, lu par Olivier Martinaud, Multisonor, 2022

### Scénarios
- Nicolas de Staël, la peinture à vif (documentaire), ARTE / Temps Noir, réalisé par François Lévy-Kuentz, co-écrit par François Lévy-Kuentz, Stéphane Lambert et Stéphan Lévy-Kuentz, produit par Martin Laurent, 2023.

### Prix
- Sélections : finaliste du prix Victor Rossel (2006 pour Filiations, 2013 pour Mon corps mis à nu), finaliste du prix Paris-Liège (2015 pour Nicolas de Staël, le vertige et la foi; 2017 pour Avant Godot), finaliste du prix François Billetdoux (2018 pour Fraternelle mélancolie), finaliste du Grand prix SGDL de la non-fiction et du prix Jean-Jacques Rousseau (2022 pour L'Apocalypse heureuse).
- Ensemble, Simone et Jean sont entrés dans la rivière, prix Lucien Malpertuis (Académie Royale de Langue et de Littérature françaises de Belgique), 1999.
- Comme de se dire d'un amour qu'il sera le dernier, prix Franz De Wever (Académie Royale de Langue et de Littérature françaises de Belgique), 2005.
- Claude Régy, Dans le désordre, propos provoqués et recueillis par Stéphane Lambert, Prix du meilleur livre sur le théâtre du Syndicat de la critique, 2012.
- Avant Godot, prix Roland de Jouvenel (Académie Française), 2017.
- Visions de Goya. L'éclat dans le désastre, prix André Malraux, 2019.
- L’Apocalypse heureuse, prix Victor Rossel 2022[21].